# Psychologia Ekonomiczna
Psychologia Ekonomiczna (ang. Polish Journal of Economic Psychology) – nieistniejące już naukowe, recenzowane czasopismo z zakresu psychologii ekonomicznej (psychologia pieniądza, psychologia pracy, zachowania konsumenckie, przedsiębiorczość) oraz finansów behawioralnych, ekonomii eksperymentalnej. Półrocznik był wydawany zgodnie z założeniami polityki Open Access.
Czasopismo było wydawane zarówno w wersji elektronicznej (e-ISSN: 2353-7132) jak i tradycyjnej drukowanej (p-ISSN: 2084-137X), począwszy od numeru piątego wersją podstawową czasopisma jest wersja elektroniczna.
Czasopismo powstało z inicjatywy:
- Akademickiego Stowarzyszenia Psychologii Ekonomicznej[3],
- Katedry Rynków Finansowych Uniwersytetu Ekonomicznego w Krakowie[4],
- Fundacji Uniwersytetu Ekonomicznego w Krakowie[5].

Uniwersytet Ekonomiczny w Krakowie był wydawcą czasopisma od 2015 roku, a Akademickie Stowarzyszenie Psychologii Ekonomicznej było partnerem wydawniczym.

## Rada Programowa
Przewodniczący: prof. dr hab. Jan Czekaj, Uniwersytet Ekonomiczny w Krakowie,
Członkowie:
- prof. dr hab. Jan Czekaj, Uniwersytet Ekonomiczny w Krakowie, Polska
- prof. Gerrit Antonides, Wageningen University, Holandia
- prof. UŚ dr hab. Małgorzata Górnik-Durose, Uniwersytet Śląski w Katowicach, Polska
- dr Pelin Kesebir, University of Wisconsin-Madison, USA
- dr Bruce Kirkcaldy, International Centre for the Study of Occupational and Mental Health, Düsseldorf, Germany
- dr Christoph Kogler, University of Vienna, Austria
- prof. David Leiser, Ben Gurion University of the Negev, Izrael
- prof. Júlio Fernando Seara Sequeira da Mota Lobão, University of Porto, Portugalia
- prof. SGH dr hab. Adam Szyszka, Szkoła Główna Handlowa, Polska
- prof. dr hab. Tadeusz Tyszka, Akademia Leona Koźmińskiego, Polska
- prof. dr hab. Aleksandra Tokarz, Uniwersytet Jagielloński, Polska
- prof. dr hab.Tomasz Zaleśkiewicz, SWPS Uniwersytet Humanistycznospołeczny, Polska
- prof. dr hab. Piotr Zielonka, Szkoła Główna Gospodarstwa Wiejskiego, Polska

## Redakcja
- Redaktor naczelny: prof. Uniwersytetu SWPS dr hab. Agata Gąsiorowska, SWPS Uniwersytet Humanistycznospołeczny
- Z-ca Redaktora Naczelnego: dr Elżbieta Kubińska, Uniwersytet Ekonomiczny w Krakowie
- Redaktor statystyczny: dr Agnieszka Wałęga, Katedra Statystyki, Uniwersytet Ekonomiczny w Krakowie

Redaktorzy tematyczni:
- prof. Uniwersytetu SWPS dr hab. Agata Gąsiorowska, SWPS Uniwersytet Humanistycznospołeczny
- dr Elżbieta Kubińska, Uniwersytet Ekonomiczny w Krakowie
- dr Łukasz Markiewicz, Akademia Leona Koźmińskiego
- dr Katarzyna Owsiak, Uniwersytet Ekonomiczny w Krakowie
- dr Justyna Pawlak, Uniwersytet Ekonomiczny w Krakowie
- prof. UG dr hab. Anna Zawadzka, Uniwersytet Gdański

Redaktorzy językowi:
- język polski: mgr Małgorzata Wróbel-Marks, Wydawnictwo Uniwersytetu Ekonomicznego w Krakowie - od numeru 7, mgr Małgorzata Maciejas, Uniwersytet Ekonomiczny w Krakowie - numery 1-6
- język angielski: dr Frederic W. Widlak (National Louis University)

Sekretarz Redakcji: mgr Paweł Podolski (Uniwersytet Ekonomiczny w Krakowie).

## Indeksowanie w bazach danych
- ERIH PLUS
- CEJSH
- BazEkon
- BazHum
- Google Scholar
- EBSCO
- Index Copernicus Journals Master List